# 트레이시 E. 브레그만
트레이시 E. 브레그먼(Tracey E. Bregman, 1963년 5월 29일 ~ )은 미국의 배우이다. 뮌헨에 체류하고 있던 미국인 작곡가 버디 브레그먼과 캐나다인 배우 수잰 로이드 사이에서 태어나 영국과 미국에서 자랐다.

## 출연 작품

### 영화
- 해피 버스데이 투 미 (1981)
- 콘크리트 정글 (1982, The Concrete Jungle)
- 지배의 기술 (2013, Misogynist)
- City Limits (2021)

### 텔레비전
- 우리 생애 나날들 (1978-80)
- 사랑의 유람선 (1982)
- 더 폴 가이 (1983)
- 더 영 앤 더 레스트리스 (1983-95, 2000-현재)
- 더 볼드 앤 더 뷰티풀 (1992-93, 1995-99, 2002, 2004, 2007, 2022, 2023, 2024)